# Serrat del Caselles
El Serrat del Caselles és una serra situada al municipi de Talamanca, a la comarca catalana del Bages, amb una elevació màxima de 522 metres.